# بوب فورت
بوب فورت (بالإنجليزية: Bob Forte)‏ هو لاعب كرة قدم أمريكية أمريكي، ولد في 15 يوليو 1922 في ليك فيليج في الولايات المتحدة، وتوفي في 12 مارس 1996.

## وصلات خارجية
- بوب فورت على موقع مرجع كرة القدم المحترفة.كوم (الإنجليزية)